# Encephalartos laurentianus
Encephalartos laurentianus är en kärlväxtart som beskrevs av De Wild. Encephalartos laurentianus ingår i släktet Encephalartos och familjen Zamiaceae. IUCN kategoriserar arten globalt som nära hotad. Inga underarter finns listade i Catalogue of Life.

## Bildgalleri

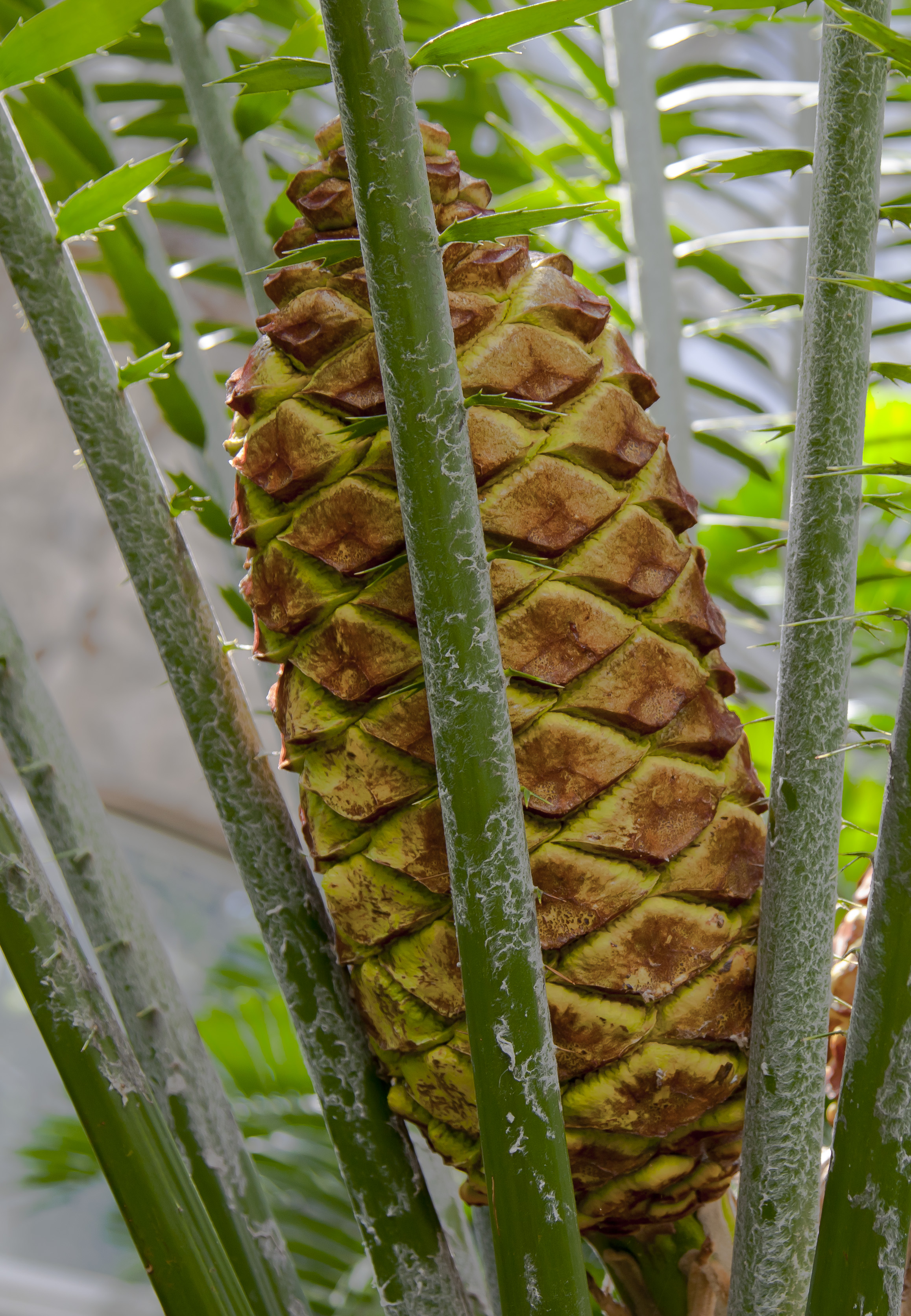